# İrem Derici

İrem Derici, née le 21 mars 1987 à Istanbul, est une chanteuse de pop turque.

## Biographie
İrem Derici est la fille de Jale Ediz et du publicitaire Hulusi Derici. Elle débute la musique à l'âge de quatre ans, et se forme au piano en conservatoire. Ses parents divorcent lorsqu'en n'a que cinq ans. À seize ans, elle commence à chanter au sein de « Monopop », un groupe amateur de Beyoğlu. Après avoir terminé ses études en sociologie, elle commence à travailler avec son père. 
En 2011, elle participe à l'émission de télé-crochet O Ses Türkiye mais se fait éliminer en demi-finale. En 2012, elle sort son single Bensiz Yapamazsın composé par Melih Kibar. En 2013, elle connaît son premier succès avec Düşler Ülkesinin Gelgit Akıllısı, chanson écrite par Sezen Aksu. En 2014, elle fait une reprise de Neredesin Sen de Neşet Ertaş. La même année, elle sort son plus gros succès Kalbimin Tek Sahibine qui fera plus de 200 millions de vues sur YouTube.

## Vie privée
Le 13 septembre 2014, elle se marie avec l'animateur de radio Rıza Esendemir. Ils se séparent deux ans plus tard. Elle est tatouée à l'épaule. Elle a subi une opération de chirurgie esthétique du nez.

## Discographie

### Albums
- 2016 : Dantel

### EPs
- 2013 : İki
- 2014 : Üç
- 2015 : Değmezsin Ağlamaya

### Singles
- 2012 : Bensiz Yapamazsın
- 2013 : Düşler Ülkesinin Gelgit Akıllısı
- 2014 : Neredesin Sen
- 2014 : Kalbimin Tek Sahibine